# برايان ستوكس ميتشيل
برايان ستوكس ميتشيل (بالإنجليزية: Brian Stokes Mitchell)‏ (و. 1957 – م) هو ممثل، ومغن، وملحن، وممثل تلفزيوني من الولايات المتحدة الأمريكية . ولد في سياتيل، واشنطن .

## جوائز وترشيحات
حصل على جوائز منها:
جائزة المسرح العالمي (سنة 1988)

## روابط خارجية
- برايان ستوكس ميتشيل على موقع IMDb (الإنجليزية)
- برايان ستوكس ميتشيل على موقع ميوزك برينز (الإنجليزية)
- برايان ستوكس ميتشيل على موقع قاعدة بيانات برودواي على الإنترنت (الإنجليزية)
- برايان ستوكس ميتشيل على موقع قاعدة بيانات برودواي على الإنترنت (الإنجليزية)
- برايان ستوكس ميتشيل على موقع قاعدة بيانات برودواي على الإنترنت (الإنجليزية)
- برايان ستوكس ميتشيل على موقع إن إن دي بي (الإنجليزية)
- برايان ستوكس ميتشيل على موقع ديسكوغز (الإنجليزية)
- برايان ستوكس ميتشيل على موقع ديسكوغز (الإنجليزية)
- برايان ستوكس ميتشيل على موقع قاعدة بيانات الفيلم (الإنجليزية)